# نمودار ارتباطی

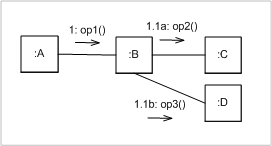
نمونه‌ای از نمودار ارتباطی

نمودار ارتباطی (انگلیسی: Communication diagram) یا نمودار ارتباطات، از نمودارهای زبان مدل‌سازی یکپارچه است، که نسخهٔ ساده‌شده‌ای از نمودارهای همکاری (نمودارهای مشارکت) می‌باشد. نمودار ارتباطی یکی از ۴ نمودار تعاملی در زبان مدل‌سازی یکپارچه است و نمودار توالی، نمودار بررسی تعامل و نمودار زمان‌بندی، سه نمودار دیگر می‌باشند. نمودارهای ارتباطی، تعاملات میان اشیاء یا بخش‌های دیگر را بر پایه توالی پیام‌ها، مدل‌سازی می‌کند. این نمودار، ترکیبی از اطلاعات دریافتی از نمودارهای کلاس، توالی و نمودار مورد کاربرد، را نمایش می‌دهد و نیز قابلیت توصیف ساختارهای استاتیک و رفتارهای دینامیکی یک سیستم را دارا می‌باشد.